# Allen & Ginter
Allen & Ginter var ett tobaksföretag från Richmond, Virginia,  bildat av John F. Allen och Lewis Ginter omkring 1880. Företaget skapade och marknadsförde de första cigarettkorten för samlande i USA. Några av de anmärkningsvärda korten i serierna inkluderar basebollspelarna Charles Comiskey, Cap Anson och Jack Glasscock, likväl ickeidrottare som Buffalo Bill Cody.
Företaget slogs samman med fyra andra tobakstillverkare för att bilda American Tobacco Company 1890. Sedan 2006 har Topps återlanserat varumärket för en serie baseballkort.

## Cigarettkort
Det fanns olika serier av cigarettkort som släpptes för att marknadsföra produkterna. Den mest populära och mycket eftertraktade av dessa uppsättningar är N28 och N29, serien "World's Champions", släppt 1887.
Några av de släppta serierna var (alla illustrationer, utom där det anges):
- A25: World's Inventors
- N1: American Editors
- N2: American Indian Chiefs
- N3: Arms of All Nations
- N4: Birds of America
- N5: Birds of the Tropics
- N6: City Flags
- N8: American Waters
- N9: Flags of All Nations
- N10: Flags of All Nations 2
- N11: Flags of the States and Territories
- N12: Fruits
- N13: Game birds
- N14: General Government and State Capitol Buildings
- N15: Great Generals
- N16: Natives in Costumes
- N17: Naval Flags
- N18: Parasol Drills
- N19: Pirates of the Spanish
- N22: Racing Colors of the World
- N23: Song Birds of the World
- N24: Types of All Nations
- N25: Wild Animals of the World
- N26: World's Beauties [note 1]
- N27: World's Beauties 2 [note 1]
- N28: World's Champions
- N29: World's Champions 2
- N30: World's Decorations
- N31: World's Dudes
- N32: World's Racers
- N33: World's Smokers
- N34: World's Sovereigns
- N35: American Editors 2
- N36: American Indian Chiefs 2
- N37: Birds of America 2
- N38: Birds of the Tropics 2
- N40: Game Birds
- N42: Song Birds of the World
- N43: World's Champions 2
- N45: Actors and Actresses [note 1]
- N46: Cigarette Making Girls
- N47: Dogs 1
- N48: Girl Baseball Players [note 1]
- N49: Girl Cyclists [note 1]
- N57: Actresses [note 1]
- N58: Girls and Children [note 2]
- N59: Girls [note 1]
- N60: Actresses and Celebrities [note 1]
- N64: Girls and Children [note 3]
- N65: Girls and Children [note 4]
- N67: Actresses 2 [note 1]

## Fortsatt läsning
- Enstad, Nan. Cigarettes, Inc.: An Intimate History of Corporate Imperialism. University of Chicago Press, 2018.
- Robert Sobel The Entrepreneurs: Explorations Within the American Business Tradition (Weybright & Talley 1974), chapter 5, James Buchanan Duke: Opportunism Is the Spur ISBN 0-679-40064-8.